# Piedra de ebullición

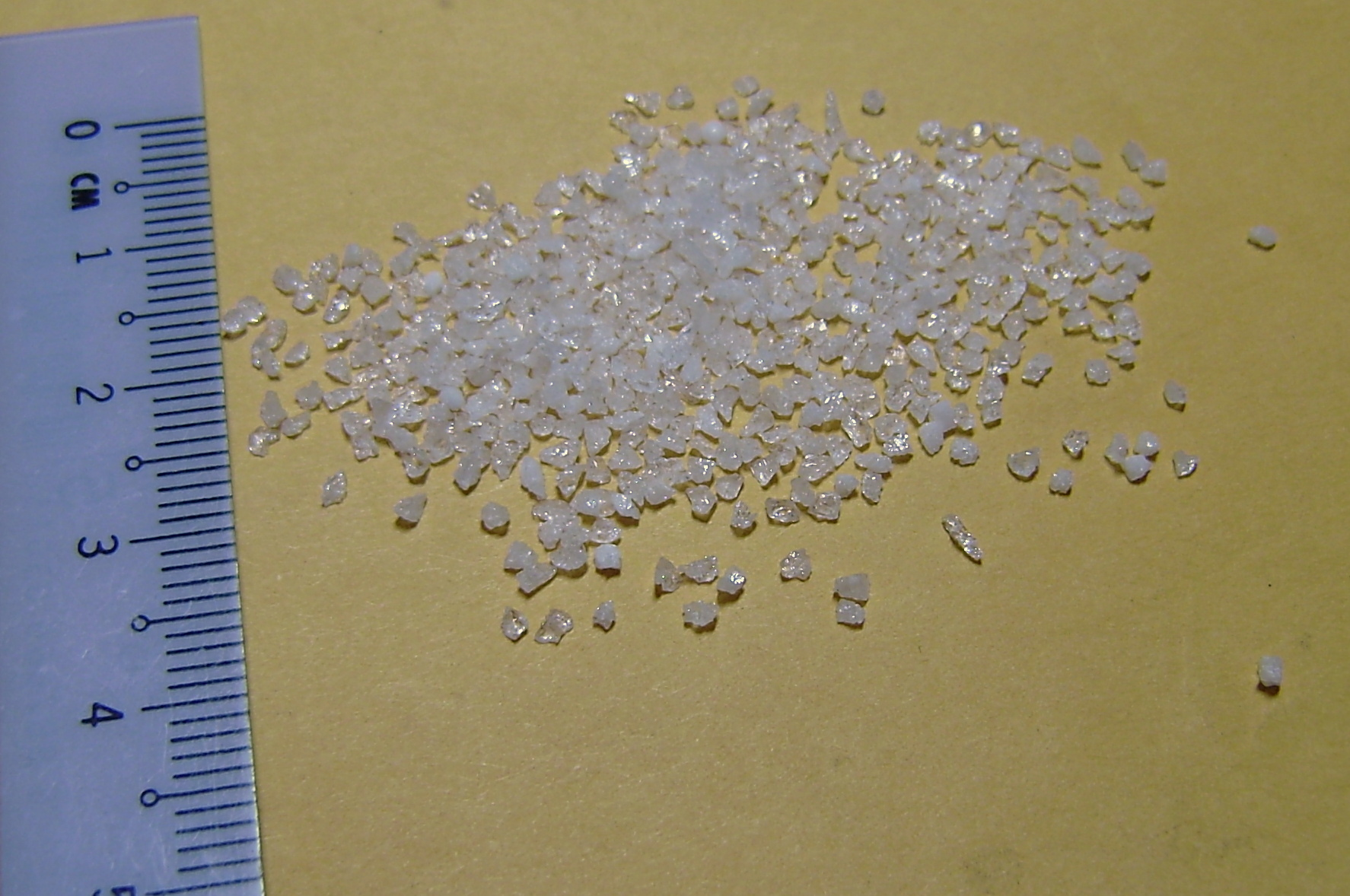
Piedras de ebullición

Una piedra de ebullición o perla de ebullición es una pequeña pieza de materia agregada a los líquidos para producir una ebullición más suave. Las piedras de ebullición son frecuentes en la destilación y el calentamiento. Cuando un líquido se sobrecalienta, una partícula de polvo o una barra de agitación puede causar una explosión de vapor. Las piedras de ebullición proveen puntos de nucleación para que los líquidos ebullan suavemente sin sobrecalentarse o proyectarse.

## Uso
Las piedras de ebullición no deben ser agregadas a un líquido que ya está cercano a su punto de ebullición, pues podrían provocar una proyección del material caliente.
La estructura de las piedras de ebullición adsorbe el líquido mientras se utiliza por lo que no pueden ser reutilizadas en otros procedimientos, pues podrían inducir a contaminación. Aunado a esto, no funcionan bien bajo condiciones de vacío. Si una solución es llevada a ebullición a presión reducida, es mejor el uso de agitación constante.

## Materiales
Las piedras de ebullición están hechas comúnmente de materiales porosos como la alúmina, carburo de silicio, carbonato de calcio, sulfato de calcio, porcelana o carbón activado y usualmente tienen un recubrimiento inerte de teflón. Esto asegura que las piedras de ebullición proveerán sitios efectivos para la nucleación que serán inertes. En situaciones menos rigurosas, como laboratorios escolares, piezas de porcelana o vidrio rotos son comúnmente utilizados.